# Energize Me
«Energize me» es el primer sencillo del disco homónimo de la agrupación de metal After Forever. Su sonido tiene una gran diferencia a comparación de Being Everyone que fue el sencillo promocional del álbum Remagine.

## Video
El video no aporta nada nuevo a la música, pero es el primer video de alta calidad que ha tenido esta banda. Aparece Floor y la banda proyectando en un lugar desierto, oscuro con niebla, y hojas secas en el suelo, en ocasiones vemos a Floor Jansen en distintos lugares como bajo el agua, en un incendio entre otros.

## Curiosidades
- «Energize me» es la canción más corta del álbum homónimo, con tan solo 3:10
- La escena que Floor Jansen flota en el agua mientras canta es muy parecido a algunos videos de Evanescence y The Gathering.

- Datos: Q4809452